# Inoue Kenkabō
Inoue Kenkabō (jap. 井上 剣花坊, eigentlich Inoue Kōichi (井上 幸一); * 1. Juli 1870 in Hagi, Präfektur Yamaguchi; † 26. September 1934) war ein japanischer Schriftsteller und Journalist.

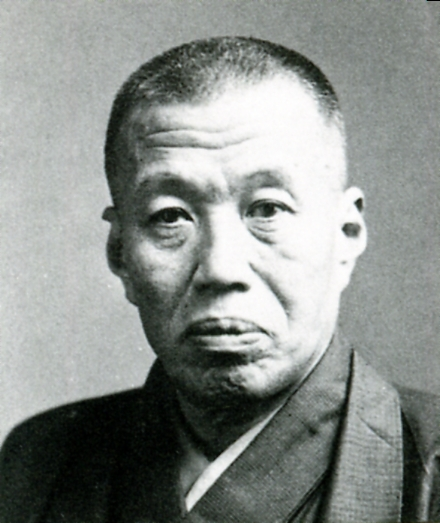
Inoue Kenkabō

## Leben
Inoue arbeitete als Lehrer und Lokalreporter, bevor er 1900 nach Tokio kam. Hier wurde er Kolumnist beim Magazin Myōgi und 1903 Mitarbeiter der Zeitung Nihon Shimbun. 1905 gründete er eine Gruppe, die unter dem Namen Ryūson-ji Senryū Kai (柳樽寺川柳会) bekannt wurde, sich der Förderung der Gedichtform des Senryū widmete und ein Magazin gleichen Namens herausgab.
Daneben betreute er die Senryū-Sektionen bei den Zeitungen Kokumin und Yomiuri. Auch später widmete er sich der Förderung und Weiterentwicklung des Senryū. Neben Beiträgen in Zeitschriften wie Nihon oyobi Nihonjin und Kaizō verfasste er auch literaturwissenschaftliche Schriften über das Genre wie Senryū Ōdō ron („Der Königsweg des Senryū“) und verfasste selbst zahlreiche Senryū. Inoue hatte in ganz Japan Schüler, darunter Kawakami Santarō, Murata Shūgyo und Yoshikawa Eiji.

## Werke
- Senryū Ōdō Ron (川柳王道論, „Der Königsweg des Senryū“)
- Shin Senryū Rokusen-ku (新川柳六千句, „Sechstausend neue Senryū“)
- Senryū o tsukuru Hito ni (川柳を作る人に, „Für Senryū-Dichter“)
- Ko Senryū Shinzui (古川柳真髄, „Die Essenz des klassischen Senryū“)